# Вила Мица
Вила Мица је једна од грађевина посебног типа пансиона и породичних вила са мансардним, ломљеним кровом у Врњачкој Бањи.

## Историја
Вилу Мица је изградио Драгутин Јовановић Луне између два светска рата, назвао ју је по својој братаници Милеви Мици. Објекат је правоугаоне основе, има приземље и поткровље, са фасадама које су разигране балконима и мансардним ломљеним кровом. На крову је лучна атика са пластично изведеним ћириличним именом виле. Драгутин Јовановић Луне је био члан Демократске странке, народни посланик и председник општине. Носилац је три медаље за храброст Милош Обилић, ордена Карађорђеве звезде, добитник Ратног крста Републике Француске и многих других одличја. Убијен је 2. јула 1932. на железничкој станици у Нишу од стране полицијског агента Стевана Протића. У знак сећања, ловачко удружење Луне у Врњачкој Бањи носи његово име.